# Carlo Urbani
Dr. Carlo Urbani (født 19. oktober 1956, død 29. marts 2003) var en italiensk læge, der som den første opdagede SARS. Han advarede tidligt WHO, hvilket sandsynligvis har reddet en masse mennesker.
Han døde af et hjerteslag som en følge af sygdommen, kun 46 år gammel.
1. ↑  Navnet er anført på italiensk og stammer fra Wikidata hvor navnet endnu ikke findes på dansk.
2. ↑  Navnet er anført på engelsk og stammer fra Wikidata hvor navnet endnu ikke findes på dansk.